# Tangara atrocoerulea
La tangara azulinegra moteada (Tangara atrocoerulea) es una especie —o la subespecie Tangara vassorii atrocoerulea, dependiendo de la clasificación considerada— de ave paseriforme de la familia Thraupidae, perteneciente al  numeroso género Tangara. Es nativa de regiones andinas del oeste de América del Sur.

## Distribución y hábitat
Se distribuye a lo largo de la cordillera de los Andes del sur de Perú (desde Huánuco), hasta el oeste de Bolivia (Santa Cruz).
Esta especie es considerada en general común en sus hábitats naturales: las selvas húmedas de alta montaña y arbustales adyacentes, entre los 2000 y 3400 m de altitud.

## Sistemática

### Descripción original
La especie T. atrocoerulea fue descrita por primera vez por el ornitólogo suizo Johann Jakob von Tschudi en 1844 bajo el nombre científico Procnopis atrocoerulea; su localidad tipo es: «Perú, se asume Chilpes».

### Etimología
El nombre genérico femenino Tangara deriva de la palabra en el idioma tupí «tangará», que significa «bailarín» y era utilizado originalmente para designar una variedad de aves de colorido brillante; y el nombre de la especie «atrocoerulea» se compone de las palabras del latín «ater»: negro, y «caeruleus»: azul.

### Taxonomía
La presente especie es tratada por diversos autores como una subespecie de Tangara vassorii, sin embargo, las clasificaciones Aves del Mundo (HBW) y Birdlife International (BLI) la consideran como una especie separada con base en significativas diferencias de plumaje: un parche difuso de color pajizo opalecente en la nuca, el dorso negro sólido y moteado negro por abajo. Esta separación no es seguida todavía por otras clasificaciones. Es monotípica.